# Фініковий цукор
Фініковий цукор та фініковий сироп — підсолоджувачі, вироблені з фініків, шляхом їх сушки й розтирання в порошок (цукор) або ж уварювання (сироп). Фініковий цукор і фініковий сироп не слід плутати з пальмовим цукром і пальмовим сиропом, які отримують із соку стовбура пальми (в тому числі фінікової), а не з її плодів.
Фініковий сироп (англ. date honey, араб. رب, івр. סילאן, silan; перс. شیره خرما) є традиційним продуктом для країн Близького Сходу та Північної Африки, де використовується як десертний сироп. Ним підсолоджують такі десерти, як арабська Асіда і солодкі страви з тахіні. Як десертний підсолоджувач фініковий сироп широко застосовується на просторі від Північно-Західної Африки до Ємену та Ірану. Дуже популярний фініковий сироп у Ізраїлі, де його використовують, в тому числі зі стравами європейської кухні, такими, як млинці, як аналог кленового сиропу або меду.
Фініковий цукор (англ. date sugar) активно просувається на ринок в останні десятиліття як «веганський продукт» і замінник звичайного цукру.
Хоча виробники як фінікового сиропу, так і фінікового цукру зазвичай намагаються представити свою продукцію як таку, що володіє цілим набором корисних властивостей, фактично мова йде про звичайний підсолоджувач, який людям, хворим на цукровий діабет або схильним до зайвої ваги, слід вживати з тією самою обережністю, що і звичайний цукор.
Зроблені промисловим способом фініковий цукор і фініковий сироп можуть містити в своєму складі різні штучні добавки. При додаванні в напої, фініковий цукор розбухає, а не розчиняється, тому таким чином його використовувати не рекомендується.